# Ramsjösjön, Ångermanland
Ramsjösjön är en sjö i Härnösands kommun i Ångermanland och ingår i Ångermanälven-Gådeåns kustområde. Sjön har en area på 0,187 kvadratkilometer och ligger 73,5 meter över havet.

## Delavrinningsområde
Ramsjösjön ingår i det delavrinningsområde (697319-160048) som SMHI kallar för Mynnar i havet. Medelhöjden är 138 meter över havet och ytan är 19,1 kvadratkilometer. Det finns inga avrinningsområden uppströms utan avrinningsområdet är högsta punkten. Avrinningsområdets utflöde mynnar i havet. Avrinningsområdet består mestadels av skog (83 procent). Avrinningsområdet har 0,18 kvadratkilometer vattenytor vilket ger det en sjöprocent på 0,9 procent. Bebyggelsen i området täcker en yta av 0,13 kvadratkilometer eller 1 procent av avrinningsområdet.